# Ouzouer-le-Marché
Ouzouer-le-Marché är en kommun i departementet Loir-et-Cher i regionen Centre-Val de Loire i de centrala delarna av Frankrike. Kommunen ligger i kantonen Ouzouer-le-Marché som tillhör arrondissementet Blois. År 2018 hade Ouzouer-le-Marché 2 052 invånare.

## Befolkningsutveckling
Antalet invånare i kommunen Ouzouer-le-Marché
| Referens: INSEE |